# Aeroporto di Berca
L'Aeroporto di Berca è un ex aeroporto civile e campo di aviazione militare libico situato nel sobborgo di Berca (Bengasi) di Bengasi in Libia.
La struttura era un aeroporto civile antecedente alla Seconda guerra mondiale utilizzato anche dalla Regia Aeronautica. 
Nel dicembre 1935 vi arriva l'8º Gruppo di Volo ed una parte del 13º Gruppo caccia della Regia Aeronautica seguiti il 27 maggio 1936 dalla rimanente parte del 13º Gruppo con il comando del 2º Stormo che resta fino al 9 agosto 1939.
Nel 1938 vi operava la 26ª Squadriglia del 2º Gruppo Aviazione di Presidio Coloniale.
Il 15 luglio 1939 arriva il 50º Stormo.
Dal 20 giugno 1940 era sede del XLV Gruppo del 14º Stormo fino al 22 luglio e dal 13 luglio successivo del 4º Stormo.
Dopo l'Invasione italiana dell'Egitto e l'arrivo della Luftwaffe (Wehrmacht) nel 1941, fu utilizzato dall'Asse come aeroporto militare.
Dopo l'occupazione di Bengasi da parte dell'Eighth Army (British Army) durante la campagna del deserto occidentale nei primi mesi del 1943, fu utilizzato dall'United States Army Air Forces durante la Campagna del Nordafrica dal 98th Bombardment Group, che volava sui bombardieri pesanti B-24 Liberator dal campo d'aviazione tra il 26 marzo e il 4 aprile 1943.
Negli anni 50 e 60 Berka II era il distaccamento 3 (un sito radar) del 633rd Aircraft Control and Warning Squadron, che aveva il suo sito principale presso la base dell'aeronautica di Wheelus (oggi Aeroporto militare di Mitiga) a Tripoli e il distaccamento 2 a Misurata, entrambi in Libia.
Oggi l'area è stata ricostruita in una parte dell'area urbana di Bengasi.
Dal 1960 al 1967 circa, la pista di atterraggio fu utilizzata come base della World Wide Helicopters Ltd, che utilizzava sia piccoli velivoli ad ala fissa che elicotteri a supporto dell'attività di esplorazione petrolifera nel deserto.